# Robin Alsparr
Robin Oscar Alsparr, född 22 mars 1983, är en svensk bandytränare som 2012 är förbundskapten för Ungerns herrlandslag i bandy i B-VM. Alsparr är även tränare för damlaget i Hammarby IF Bandyförening som säsongen 2011/12 spelade i div 1 södra.
Robin Alsparr är uppvuxen i Figeholm, två mil norr om Oskarshamn. Han spelade där bandy i BK Bore i ungdomsåren, och var sedan ungdomstränare åt Bores P16. Åren 2009–2011 var Alsparr tränare i GT76 dambandy.

### Webbkällor
- GP - Spelar VM – för Ungern Göteborgs-Posten 30 januari 2012
- Hammarby bandy - Spelarprofil - Robin Alsparr[död länk]